# Дударенко, Александр Сергеевич
Алекса́ндр Серге́евич Дударе́нко (укр. Дударенко Олександр Сергійович; род. 10 апреля 1995, Львов) — украинский футболист, защитник клуба «Куликов-Белка».

## Биография
Александр Дударенко родился 10 апреля 1995 года. В ДЮФЛ Украины выступал с 2008 по 2012 год в футболке львовских «Карпат», сыграл 69 матчей. Занимался в группе юношей 1995 года рождения у тренера Владимира Михайловича Щербы. С 2014 по 2016 годы выступал за юношескую и молодёжную команды львовян. Зимой 2014 года проходил сборы с первой командой в Турции. Затем весной того же года на тренировке молодёжки в столкновении с Тарасом Пучковским получил перелом ноги. После длительной реабилитации во втором же официальном матче против «Ильичёвца» получил удар в ту же ногу, после чего вновь последовала операция. Вне футбола провёл около года, после чего вновь вынужден был бороться за место в составе. В последнем полном сезоне за команду «Карпат» (U-21) в молодёжном первенстве сыграл 17 матчей (13 — в старте).
В августе 2016 года перешёл в перволиговый МФК «Николаев». В составе «корабелов» дебютировал 13 октября 2016 в проигранном (0:3) домашнем поединке 10-го тура чемпионата Украины против ахтырского «Нефтяника». Олександр вышел в стартовом составе и отыграл весь матч. 26 апреля 2017 года Дударенко в составе «Николаева» сыграл в полуфинале Кубка Украины против киевского «Динамо». Защитник вышел на поле после перерыва, заменив Артёма Кулишенко.

## Семья
Александр — представитель футбольной династии. Его отец, Сергей Николаевич, на любительский и профессиональном уровне играл во львовской команде «СКА-Орбита». Дедушка Александра, Николай Иванович, также занимался футболом. Играл во второй союзной лиге за СКА (Львов) и «Торпедо» (Луцк), а также в первой — за «Нистру». Наибольшую же известность получил старший брат Николая Ивановича — Владимир Иванович Дударенко, сыгравший 184 игры за московский ЦСКА и два матча за сборную СССР.

## Статистика
| Клуб     | Лига         | Сезон   | Чемпионат | Чемпионат | Кубок | Кубок | Дубль | Дубль |
| Клуб     | Лига         | Сезон   | Игры      | Голы      | Игры  | Голы  | Игры  | Голы  |
| -------- | ------------ | ------- | --------- | --------- | ----- | ----- | ----- | ----- |
| Карпаты  | Премьер-лига | 2013/14 |           |           |       |       | 7     | 1     |
| Карпаты  | Премьер-лига | 2014/15 |           |           |       |       | 2     | 0     |
| Карпаты  | Премьер-лига | 2015/16 |           |           |       |       | 17    | 0     |
| Карпаты  | Премьер-лига | 2016/17 |           |           |       |       | 2     | 0     |
| Николаев | Первая лига  | 2016/17 | 6         | 0         | 2     | 0     |       |       |